# Invasión musulmana de la Galia
La invasión musulmana de Ifranj o invasión omeya de la Galia fue el último episodio de la conquista de al-Ándalus, cuando el valí de Hispania, Al-Samh ibn Malik al-Khawlani, quiso anexarse a la remanente Septimania visigoda en el año 719.
El ejército musulmán siguió su avance victorioso hacia el norte, hasta que Abd-ar-Rahman al-Ghafiqi fue derrotado y muerto en el camino entre Poitiers y Tours por el duque Odón y Carlos Martel, en 732, durante la batalla de Poitiers, y los supervivientes se retiraron en desorden hacia Narbona, que quedó, junto con toda la Septimania, como el único reducto musulmán al norte de los Pirineos. A esta batalla se le atribuye la parada del avance musulmán en Europa del Oeste.

## La invasión
Después de la conquista de al-Ándalus, iniciada el 711, el valí de Hispania, As-Samh ibn Malik al-Khawlani, invadió Septimania Al-Khawlaní estableció su capital a Arbuna (Narbona) el 719 y ofreció un pacto en los habitantes del país basado en unas generosas condiciones y en la prometida de pacificar rápidamente las otras ciudades. Con el añadido de las nuevas tierras conquistadas, al-Ándalus quedó dividido en cinco áreas administrativas correspondientes en Andalucía, Galicia-Lusitania, Castilla y León, Cataluña-Aragón y Septimania. Con Arbuna asegurada, y sobre todo con su puerto, los marineros árabes se hicieron los amos del Mediterráneo occidental, sometiendo rápidamente las ciudades controladas por condes visigodos: Alet, Béziers, Agda, Lodève, Villeneuve-lès-Maguelone en el 719 y Nimes en el 725.
El 721 llegaron refuerzos para preparar el asedio de Tolosa, que era la clave para dominar Aquitania con las mismas condiciones que Septimania, pero estos planes fracasaron debido a la derrota en la batalla de Tolosa, con pérdidas inmensas, en el cual Al-Samh fue gravemente herido y murió poco después en Narbona. Las fuerzas árabes, asentadas sólidamente en Narbona y provistas fácilmente por mar, continuaron atacante hacia el este llegando hasta Autun el 725.
El año 731, el valí bereber de Narbona y la región de Cerdaña, Uthman ibn Naissa, impugnó a Abd ar-Rahman ibn Abd Al-lah al-Ghafiqi sabiendo de la opresión que sufrían los bereberes al norte de África y pactó una tregua con Odón el Grande, casándose con Lampegia, la hija del duque. El sirio Gedhi ibn Zeyan fue enviado en secreto para apoyar a  al-Ghafiqi con un escuadrón de caballería ligera para capturar vivo o muerto a Uthman, siendo localizado en Llivia donde fue asediado y ejecutado.
El 732 al-Ghafiqí escogió la ruta de Pamplona y Roncesvalles para penetrar en el ducado de Aquitania, avanzando por la antigua vía romana hacia Burdeos, ciudad que fue tomada, saqueando con virulencia durante algún tiempo al sur del Garona. Odón el Grande salió al encuentro cuando los invasores cruzaban el río Dordoña, pero fue derrotado. Al-Ghafiqí avanzó imparable hacia Angulema y Poitiers, que fue saqueada. Odón se vio obligado a recomponer su relación con Carlos Martel, al que ofreció sumisión y ayuda para hacer frente a los musulmanes. Carlos, que se había retirado del ducado, envió rápidamente un ejército.
Después de saquear la región de Poitiers, Abd ar-Rahman al-Ghafiqí prosiguió hacia el norte su avance, en dirección a la basílica de San Martín de Tours. Pero en el camino entre Poitiers y Tours, le salieron al encuentro las fuerzas del duque Odón y los refuerzos enviados por Carlos Martel, y se libró la batalla de Poitiers, en octubre del 732. Las tropas árabes fueron derrotadas y Abd ar-Rahman al-Ghafiqi encontró la muerte. Los supervivientes se retiraron en desorden hacia Narbona y Carcasona, ciudades tomadas en el 759 por los francos. La fecha de la batalla es incierta, puesto que para unos se libró el día 8 de octubre, mientras otros aseguran que fue a finales de mes. De hecho, a esta batalla se le atribuye la parada del avance musulmán en Europa, puesto que la Septimania quedó como el único reducto musulmán al norte de los Pirineos.